# Per le strade una canzone
Per le strade una canzone è un singolo del cantautore italiano Eros Ramazzotti, pubblicato il 18 gennaio 2019 come terzo estratto dal quattordicesimo album in studio Vita ce n'è.

## Descrizione
Il brano, cantato in lingua italo-spagnola, ha visto la collaborazione del cantante portoricano Luis Fonsi.
È stato scritto insieme alla cantautrice Federica Abbate.

## Video musicale
Il videoclip, nel quale sono protagonisti i due cantanti, è stato girato a Miami ed è stato pubblicato il 18 gennaio 2019 sul canale Vevo-YouTube del cantante. Nel videoclip, inoltre, compaiono anche i due protagonisti del primo singolo Vita ce n'è, qui nelle vesti di due neosposi.

## Successo commerciale
In Italia è stato il 47º singolo più trasmesso dalle radio nel 2019.

## Classifiche
| Classifica (2019) | Posizione massima |
| ----------------- | ----------------- |
| Croazia           | 93                |
| Slovenia          | 42                |
| Venezuela         | 40                |